# Bathycrinus australocrucis
Bathycrinus australocrucis är en sjöliljeart som beskrevs av McKnight 1973. Bathycrinus australocrucis ingår i släktet Bathycrinus och familjen djuphavssjöliljor. Inga underarter finns listade i Catalogue of Life.